# سگ راهنما

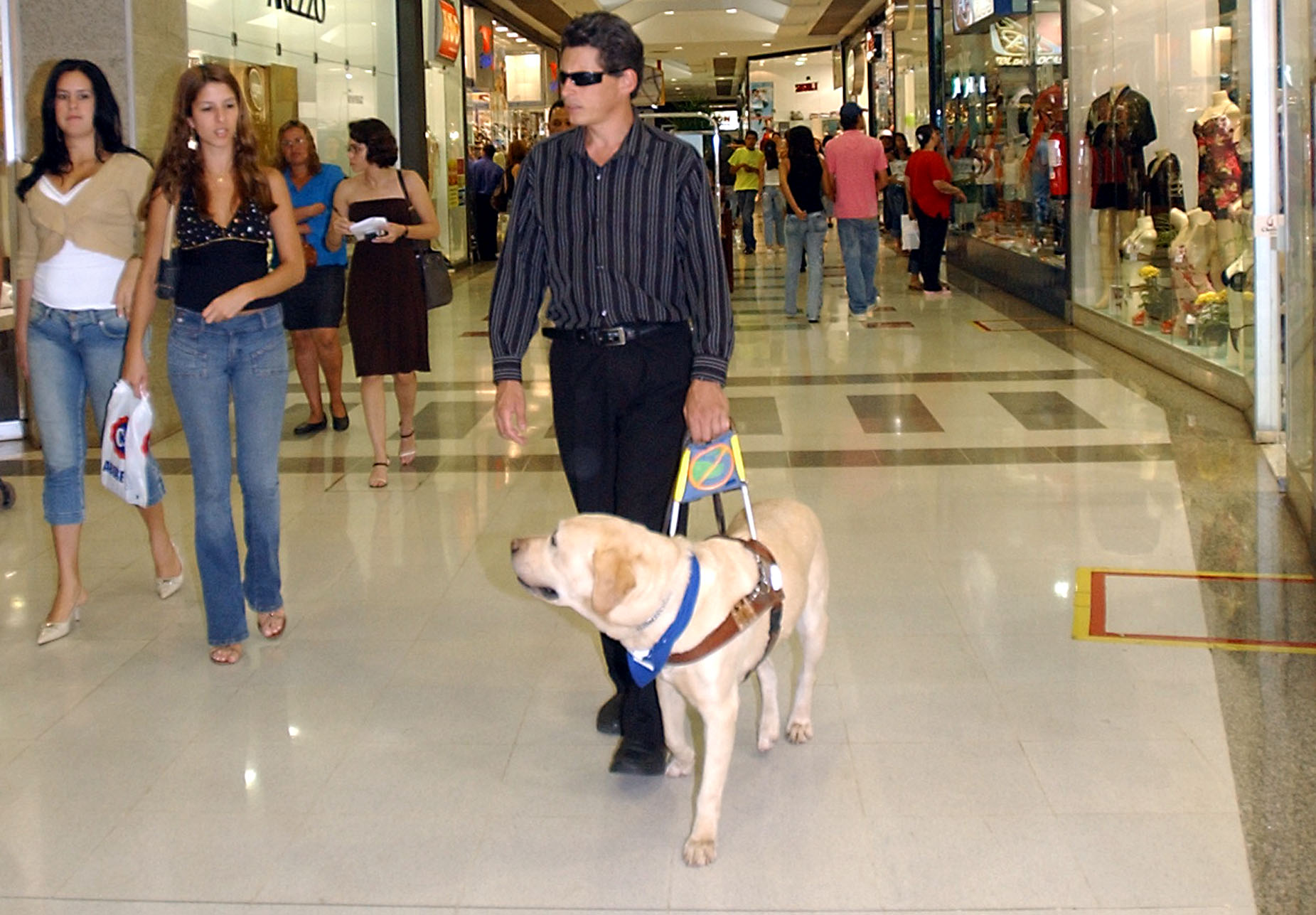
سگ مرد نابینا را هدایت می‌کند، برزیل

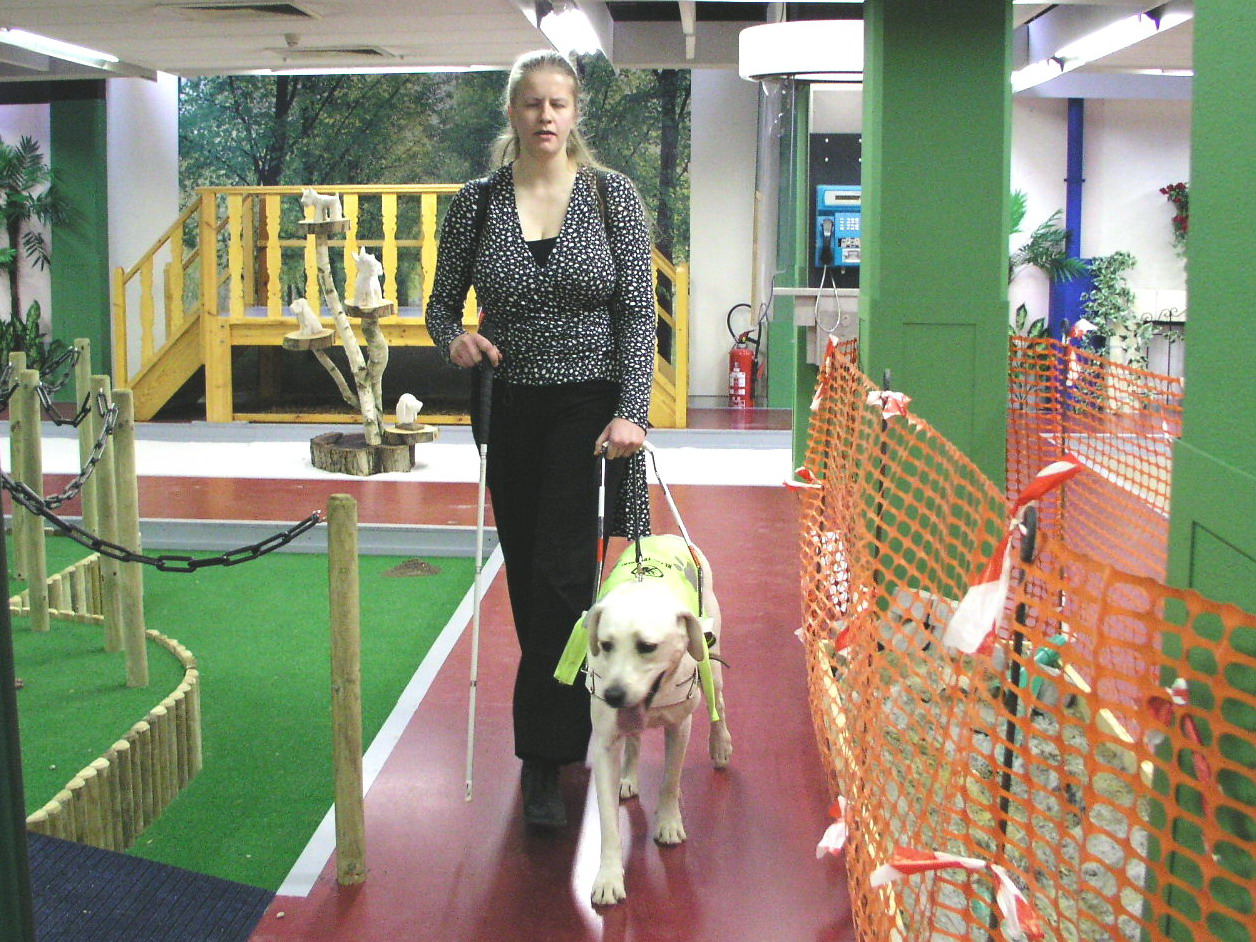
کمک گرفتن زن نابینا برای شناخت محیط

سگ راهنما یا کمکی (به انگلیسی: Guide dog) (در ایالات متحده seeing eye dog به معنی سگ چشم بینا) منظور از سگِ کمکی یا راهنما، دراغلب موارد، سگی است که برای دستیاری افراد نابینا یا دارای ضعف شدید بینایی، تربیت می‌شود. اگر چه سگ راهنما در معنی عام خود، شامل همه مواردی است که به یک سگ وظیفه هدایت انسان، محول می‌شود.
وظیفه سگ راهنمای نابینایان در زمان انجام وظیفه، هدایت شخص نابینا برای دور زدن موانع در راه رسیدن به یک مقصد یا دوری کردن از خطرات مسیر راه است.
ساعات انجام وظیفه یک سگ راهنما، با بستن یک قلاده و سینه بند ویژه، مشخص می‌شود. مهارتهای سگ‌های راهنما دارای درجات و تنوعاتی است و بستگی به نوع و طول دوره آموزش و تجارب سگ در طول دوران انجام وظیفه دارد. برای مثال بعضی از سگ‌های راهنما قادرند با دریافت دستور، اشیاء خاصی را یافته و به دست فرمانده برسانند؛ یا می‌توانند اشیایی که از دست فرمانده، افتاده را، به دندان گرفته و به او برسانند. در ساعات آزادی که به‌واسطه بازکردن قلاده ویژه مشخص می‌شود؛ سگ مجاز است همان رفتار سگ‌های خانگی را بروز دهد. اما در حین انجام وظیفه، سگ باید بسیار خوددار بوده و در مقابل بسیاری از تحریکات روزمره، مانند غذای روی زمین یا مزاحمت سگ یا جانوری دیگر، واکنشی از خود بروز ندهد.
سگ‌ها قادر به تشخیص رنگ قرمز نیستند و نمی‌توانند به‌طور مستقل مقررات چراغ راهنمایی را رعایت کنند؛ بنابراین برای عبور از عرض خیابان مهارت‌های خاص فرمانده و همکاری خاص با سگ راهنما لازم است.